# Novello Papafava
Novello Papafava dei Carraresi (Padova, 1º giugno 1899 – Bastia, 10 aprile 1973) è stato uno scrittore italiano, presidente della Rai dal 4 gennaio 1961 al 25 marzo 1964 e sindaco del comune di Rovolon nel 1946, per un breve periodo.

## Biografia
Secondogenito - dopo Margherita - di Francesco (1864-1912) e di Maria Meniconi Bracceschi, era membro dei nobili Papafava, ramo secondario dei più noti Carraresi.
Da tempo la sua famiglia era solita trascorrere lunghi soggiorni a Firenze, per cui frequentò il liceo Michelangiolo fino alla prima liceo (1915), quando ritornò a Padova. In questo periodo ebbe come compagni di studi Gualtiero Cividalli e Nello Rosselli e fu spesso ospite di quest'ultimo, conoscendo così sua madre Amelia e i fratelli Aldo e Carlo. 
Estremamente stimolante fu anche l'ambiente familiare: nella villa fiorentina il padre aveva organizzato una sorta di cenacolo di studiosi; tra questi, Gaetano Salvemini e Giovanni Amendola contribuirono all'istruzione dei suoi figli, mentre Eva Kühn impartì lezioni di inglese alla madre e alla sorella. Nondimeno, anche il palazzo di Padova era frequentato da intellettuali, politici, giornalisti e militari.
Nel 1917 si arruola volontario e viene mandato sull'Isonzo quasi in concomitanza con la rotta di Caporetto. Nel 1918 viene assegnato all'Ufficio Armistizio e Confini del Comando Supremo, alle dipendenze del Maggiore Ferruccio Parri (1890-1981). Nel 1919 pubblica i suoi primi due saggi dedicati a Caporetto nella rivista «L'Unità» diretta da Gaetano Salvemini e partecipa con il Maggiore Carlo Reina all'impresa di Fiume. Nel 1922 inizia la sua collaborazione con la rivista “Rivoluzione liberale” diretta da Piero Gobetti con il saggio " Popolari e liberali". Nel 1923 si laurea in filosofia con una tesi sulle "Antinomie dell'idealismo assoluto" e stringe amicizia con Concetto Marchesi (1878-1957) che vivrà il suo periodo padovano nel palazzo dei Papafava. 
Nel 1924 dopo l'assassinio di Giacomo Matteotti (1885-1924) partecipa al tentativo di Giovanni Amendola (1882-1926) di costituire un soggetto politico in grado di rappresentare gli antifascisti. Nel 1926 per evitare le squadracce fasciste si nasconde a Milano, dove incontra l'amico Giovanni Ansaldo. Nel 1929 pubblica in "Studium” diretta da Guido Gonella (1905-1982) e Igino Righetti, un articolo sul Concordato. Nel 1945 viene arrestato dai repubblichini ma viene lasciato libero dopo una settimana. Nel 1946 rifiuta di ricoprire la carica, offertagli da Alcide De Gasperi, di ambasciatore d'Italia presso la Santa Sede, e nello stesso anno diventa sindaco del comune di Rovolon. Per il triennio 1961-1963 è stato presidente della Rai, di cui fu consulente fino al 1971.
Fra i suoi più cari amici si ricordano: il cognato Lucangelo Bracci Testasecca, Cesare Musatti, Giuseppe Prezzolini, Norberto Bobbio, Carlo Rosselli, Piero Cividalli, Piero Calamandrei, Vincenzo Torraca, Giuseppe Toffanin, Luigi Russo, Umberto Morra di Lavriano, i fratelli Mario ed Enoch Peserico, i fratelli Luigi, Alberto ed Antonio Albertini, Umberto Zanotti Bianco, Guglielmo Alberti, Giulio Alessio, Carlo Sforza, Giacomo Noventa, Stefano Jacini, Tommaso Gallarati Scotti, Alessandro Casati, Giuseppe Donati, Arturo Carlo Jemolo.

## Opere
- Caporetto, La Voce, s.d. 1918
- Appunti militari 1919-1921, Taddei Ferrara 1921
- Revisione Liberale, «La Rivoluzione liberale», 15-22 maggio 1923
- Badoglio a Caporetto, Torino: Gobetti, 1923.[2]
- Da Caporetto a Vittorio Veneto, Torino, Gobetti, 1924. Il libro traccia un quadro, ampiamente documentato sulle fonti allora disponibili, relativo agli avvenimenti bellici italiani del 1917-1918. Oltreché un segnale dell'attenzione di Gobetti nei confronti dei cattolici liberali, Da Caporetto a Vittorio Veneto, con il suo approccio scientifico allo studio della guerra, rappresenta una risposta politica di serietà alla posizione mussoliniana secondo cui la ‘nuova’ Italia non aveva bisogno di storia ma di miti.
- Filosofia del Liberalismo, «La Rivoluzione liberale», 16-29 maggio 1923
- L'Attualismo. Considerazioni, Piccola Biblioteca di Coltura filosofica 60, Edizioni Athena, Milano1927
- L'Attualismo. Considerazioni. II edizione de "L'idealismo assoluto", Athena, Milano, 1932
- Premesse alle riforme agrarie. Comunicazione svolta al 1º convegno interregionale di agricoltura dell'Unione Cristiana Imprenditori Dirigenti. Bologna, 4 luglio 1948, UCID, Padova, 1948
- Recenti rievocazioni della battaglia di Caporetto, Tipografia del seminario di Padova, 1951
- La Cavalleria italiana nella guerra 1915-18, Randi 1956
- Il Risorgimento nella coscienza degli italiani d'oggi, S.l.n.d., 1961
- Considerazioni sulla battaglia di Caporetto, Soc. Tipografica, Padova, 1961
- Vittorio Veneto, Estratto dalla rivista Padova, ott. nov. 1958, Soc. coop. tipografica, Padova, 1963
- Le cause di Caporetto, Cordani, 1968
- I cattolici tra partito unico e libertà di scelta. La fisionomia del cattolico impegnato nel dibattito politico durante gli anni cinquanta. Introduzione di Francesco Margiotta Broglio, Giunti, 1994